# Partage de ressource
En informatique, le partage de ressource est une technique de transfert de fichier qui permet de partager des fichiers, des périphériques tel qu'une imprimante ou encore des services d'applications sur un réseau informatique.